# Hastière
Hastière (valonă Astire) este o comună francofonă din regiunea Valonia din Belgia. Comuna Hastière este formată din localitățile Agimont, Blaimont, Hastière-Lavaux, Hastière-par-delà, Heer, Hermeton-sur-Meuse și Waulsort. Suprafața sa totală este de 56,46 km². La 1 ianuarie 2008 comuna avea o populație totală de 5.418 locuitori. 
Comuna Hastière se învecinează cu comunele belgiene Florennes, Onhaye, Dinant, Houyet și Doische și cu comune franceze din cantonul Givet, departamentul Ardennes.